# Cabeza la Vaca
Cabeza la Vaca – gmina w Hiszpanii, w prowincji Badajoz, w Estramadurze, o powierzchni 64 km². W 2011 roku gmina liczyła 1430 mieszkańców.